# Intarzija
Intarzija je ukrasna tehnika koja upotrebljava komadiće drva komponirane u geometrijske, biljne ili figuralne motive te prikaze arhitekture ili pejzaža. Riječ intarzija dolazi iz arapskog jezika, (arap. tarşi′ - umetanje, ulaganje).

## Povijest intarzije
Rijetki su primjeri u umjetnosti starog vijeka (Urski barjak), ali se opsežno koristi u antici, te ponovo od kasne gotike, tj. rane renesanse (u tom razdoblju posebno u Italiji). U prvoj fazi majstori intarzije rade samo na crkvenom namještaju – korskim sjedalima, ormarima, škrinjama, ali kasnije se djelatnost širi i na profanu umjetnost, pa se intarzije nerijetko javljaju i na običnom pokućstvu, a najširu primjenu dobivaju na površinama vrata. Među poznate radove zasigurno ćemo ubrojiti one u kapeli Palazzo pubblico u Sieni, zatim u koru u Santa Maria Novella u Firenci, u Pavijskoj kartuzijanskoj crkvi, u vatikanskim Stanzama itd. Poznati su intarzisti Giovanni Veronese, Giuliano i Benedetto da Maiano, Antonio Barili i Domenico del Tasso. Visoko razvijeno umijeće intarziranja kasnog 17. i 18. stoljeća naziva se marketerija.
Mramorne intarzije (opere di commessi), nazvane pietre dura izvode se od poludragog kamenja u kombinaciji s mramorom u boji u podlozi od bijelog ili crnog mramora. Firenca je bila rodno mjesto ove tehnike u ranom 15. stoljeću, a vrhunac je doživjela u uresima Kapele Medici koju je izveo Pietro Tacca između 1626. – 1642. iz kombinacije skupocjenih kamena; jaspisa, perleta, lapisa, koralja. Pod Bazilike sv. Petra u Rimu je sjajan primjer ove tehnike. Kasnije se razvila u Napulju u 17. stoljeću i postala je odlikom tzv. Sicilijanskog baroka Val di Noto.
Riječ inrustracija dolazi od latinske riječi (lat. incrustatio - umetanje). Ovaj poseban stil intarzija se pojavio u Francuskoj, a bile su izvođene na zahtjev Luja XIV.; ova tehnika je dobila nove i posebne elemente umetanjem pločica od kornjačevine, kositra, mjedi, sedefa, slonove kosti umjesto raznobojnih drvenih pločica. Začetnikom ove tehnike smatra se francuski intarzisa A. Ch. Boulle-a, po kojem i sam stil dobiva ime Boulle. Umjetno pokućstvo rađeno po narudžbi Luja XVI. u rokoko stilu također obiluje intarzijama, a za izvedbu su bili zaduženi majstori J. H. Riesener i P. Denizot.

## Postupak intarziranja
Tehnika se pogotovo u 16. stoljeću izvodila na dva načina: 
1. komadići drva ulažu se u udubljenja podloge od masivnog drva,
2. intarzija se slaže u motive i lijepi na drvenu podlogu.

Postupa intarziranja odvija se u nekoliko koraka:
1. priprema određenih vrsta furnira (orah, bukva, mahagonij, trešnja);
2. priprema ostalih sredstava rada (podloška, predložak slike, skalpel-nožić, indigo papir, preforirana pik-traka, ljepilo za drvo, brusni papir);
3. postavljanje ispisane (isprintane) slike predloška (vlastita slika ili slika preuzeta od drugog autora);
4. precrtavanje slike pomoću indigo papira i tehničke ili grafitne olovke;
5. izrezivanje pomoću skalpela određenih dijelova sa slike;
6. zacrtavanje i izrezivanje dijelova druge vrste furnira (prema predlošku);
7. umetanje u postojeći otvor (prethodno izrezan otvor);
8. lijepljenje perforiranom pik-trakom;
9. definiranje izgleda slike (preciznost izrezanog);
10. lijepljenje intarzije na podlogu;
11. obrada rubova podloge (ljepljenje rubne trake);
12. površinska obrada (brušenje finim brusnim papirom, lakiranje);

## Vrste drva za intarziranje
Različite vrste drveta se mogu koristiti za izvođenje intarzija, ali najčešće se rabe komadi orahovine, ebanovine, palisandrovine, mahagonija, te ružina i kruškova drva. Također češće nailazimo na određene motive, kao na primjer razne geometrijske oblike, raznorazne vitice simetrične na bilo koji način, biljni ornament (lišće), te razne figure. Intarzija je u drvu nastala kao imitacija raznih mozaičkih dekoracija, pa u izvedbama starijega stila (alla certosina) dominiraju pravilni geometrijski oblici, kasnije razvojem tehnike nastupa izvedba biljne i figuralne ornamentike. 

## Intarziranje u Hrvatskoj
Na našoj strani Jadrana te u bliskim nam i istočnijim krajevima intarzija se razvila pod utjecajem islamskog ornamenta korištenog za dekoraciju kako crkvenog tako i manastirskog namještaja te proizvoda umjetničkog obrta, kao što su oružje i kutije. Dok u zapadnim krajevima primjenu intarzija susrećemo u renesansnom, baroknom i kasnijem namještaju, čak pokućstvu, kao na primjer cehovskim škrinjama, raznim vitrinama, ponovno vratima te crkvenom namještaju-oltarima, ambonima, svetohraništima i sličnom.
Od suvremenih majstora, najznačajniji hrvatski intarzist je Ante Župan.